# Бозсу 1
Бозсу 1 (узб. Boʻzsuv 1) — палеолитическое местонахождение, на котором были обнаружены археологические находки мустьерской эпохи, раннего палеолита, мезолита и неолита. Находится на территории современной Ташкентской области в 28 км к Юго-Западу от Ташкента.

## Расположение
Расположено в урочище Шаимкуприк, в месте слияния каналов Бозсу и Каракамыш, поблизости от Нижнебозсуйской ГЭС-1.

## Характеристика
Раскопочными работами в гравийно-галечном слое, под толщей лёсса, было обнаружено большое количество орудий труда и костей животных. За годы изучения был собран 241 экземпляр каменных орудий, среди которых нуклеусы разной стадии раскалывания, пластины, режущие и сребущие орудия труда, скребла, типичные для мустьерской культуры, а также орудия позднепалеолитического и мезолитического периода. Ближайшие аналоги обнаруженных предметов были обнаружены на палеолитическом местонахождении Бозсу 2 и стоянке Кушилиш.

## История открытия и изучения
Обнаружено при строительстве гидроэлектростанции в 1942 году инженером Н. М. Соколовым, который передал найденные им предметы О. И. Исламову в 1955 году. В 1954 году разведочные работы проводились Г. В. Парфёновым, однако собранный им материал не был опубликован. Раскопки производились в 1955—1956 годах Нижнебозсуйским археологическим отрядом Института истории и археологии Академии наук Узбекской ССР. В 1958—1960 годах полевые работы вели юные краеведы под руководством Г. В. Парфёнова, обнаружившие большое количество каменных орудий.